# Рашин Геннадій Львович
Геннадій Львович Рашин (2 жовтня 1896, місто Кролевець Чернігівської губернії, тепер Сумської області — 20 січня 1990, Казахстан) — радянський державний діяч, начальник Управління народногосподарського обліку Держплану УСРР.

## Життєпис
Народився в родині службовців. Освіта середня, закінчив чотирикласне міське училище. Трудову діяльність почав у 1913 році конторником.
З 1915 по 1917 рік служив у російській імператорській армії, учасник Першої світової війни.
З 1917 по 1919 рік проводив політичну роботу в місті Кролевець.
Член РКП(б) З 1919 року.
З 1919 року служив у Червоній армії.
З 1922 по 1924 рік очолював Революційний трибунал Харківського військового округу та судові органи Донецької губернії. Протягом 1924—1932 років — на різних керівних посадах у державних органах УСРР.
5 березня 1932 — квітень 1935 року — начальник Управління народногосподарського обліку Держплану УСРР.
З 1935 року — начальник планово-економічного відділу Народного комісаріату місцевої промисловості УРСР. 
У червні 1938 року заарештований органами НКВС за звинуваченням у членстві в контрреволюційній троцькістській організації та шкідництві у Наркоматі місцевої промисловості УРСР. Військовий трибунал Київського особливого військового округу вироком від 15 березня 1939 року засудив Геннадія Рашина до десяти років позбавлення волі у виправно-трудових таборах, із позбавленням політичних прав на п'ять років та конфіскацією майна. Проте 23 листопада 1939 року Військова колегія Верховного суду СРСР після розгляду касаційної скарги змінила вирок Рашину, зменшивши термін позбавлення волі до 4 років.
У жовтні 1941 року Геннадія Рашина було направлено на поселення у Свердловську область РРФСР, а з квітня 1942 року в місто Кзил-Орда (Казахська РСР), де він працював спочатку інспектором Кзил-Ординського обласного фінансового відділу, а з 1943 по 1962 рік — референтом виконавчого комітету Кзил-Ординської обласної ради депутатів трудящих.
З 1962 року — на пенсії.
Помер 20 січня 1990 року.

## Нагороди
- орден Трудового Червоного Прапора
- медалі
- Почесна грамота Верховної ради Казахської РСР